# Arturo Torres Carrasco
Arturo Torres Carrasco (Coronel, 20 de octubre de 1906 – San Miguel, 20 de abril de 1987) era un futbolista chileno, se desempeñó en el puesto de volante de salida, antes llamado centro half. Es recordado por su destacada trayectoria tanto en el campeonato nacional como en la selección chilena.

## Trayectoria
En su registro como futbolista su inicio fue en el "Unión Maestranza" de Lirquén, para continuar en el "The Commercial" de Talcahuano posteriormente se traslada a Santiago.
Este destacado deportista era apodado como carecacho Torres o “Doctor en fútbol”, y es uno de los máximos ídolos de la historia de equipos como Magallanes y Colo-Colo.
Además Torres destacó por ser uno de los pocos técnicos en la historia del fútbol que fueron a su vez jugadores. Dirigió entre otros a Magallanes y Colo-Colo, equipos con los que ganó campeonatos de manera invicta.
Otra de sus grandes hazañas fue haber participado en la gira por los "tres continentes" en calidad de refuerzo de Audax Italiano.

## Selección nacional
Arturo Torres formó parte de la Selección Chilena entre los años 1928 y 1935, participó en los Juegos Olímpicos de 1928 donde jugó todos los partidos del equipo en aquel torneo también fue estelar en la gira posterior por Europa. "Carecacho" fue titular en el primer partido que la Selección Chilena jugó en un Mundial; jugando en mediocampo junto a Humberto Elgueta y Guillermo Saavedra, encuentro que finalizó en victoria 3 a 0 sobre México, disputó todo los partidos de los Cóndores Blancos en el mundial, pero durante el partido con Argentina terminó el primer tiempo resentido de ambas rodillas debido a la brusquedad del encuentro, debió continuar jugando debido a que en esos años no estaban permitidos los cambios, finalmente abandono la cancha a los 15 minutos del 2° tiempo al no poder aguantar más el dolor. También fue seleccionado durante el Campeonato Sudamericano 1935 donde ingresó como suplente ante Uruguay y de titular en el primer Clásico del Pacífico, según el público fue el más destacado de Chile en dicho torneo. 
Fue internacional chileno en 13 partidos aunque solo 8 encuentros oficiales.

### Participaciones en Copas del Mundo
| Torneo               | Sede    | Resultado    | Partidos |
| -------------------- | ------- | ------------ | -------- |
| Copa Mundial de 1930 | Uruguay | Primera fase | 3        |

### Participaciones en Juegos Olímpicos
| Torneo                | Sede         | Resultado        | Partidos |
| --------------------- | ------------ | ---------------- | -------- |
| Juegos Olímpicos 1928 | Países Bajos | Ronda Preliminar | 3        |

### Participaciones en el Campeonato Sudamericano
| Torneo                       | Sede | Resultado    | Partidos |
| ---------------------------- | ---- | ------------ | -------- |
| Campeonato Sudamericano 1935 | Perú | Cuarto lugar | 2        |

## Clubes
| Club            | País  | Año       |
| --------------- | ----- | --------- |
| Colo-Colo       | Chile | 1926      |
| Everton         | Chile | 1928      |
| Colo-Colo       | Chile | 1929-1932 |
| Deportivo Ñuñoa | Chile | 1932      |
| Audax Italiano  | Chile | 1932      |
| Magallanes      | Chile | 1932-1935 |
| Colo-Colo       | Chile | 1936-1937 |

## Palmarés

### Como jugador

#### Campeonatos nacionales
| Título                               | Club       | País  | Año  |
| ------------------------------------ | ---------- | ----- | ---- |
| Liga Central de Football de Santiago | Colo-Colo  | Chile | 1929 |
| Liga Central de Football de Santiago | Colo-Colo  | Chile | 1930 |
| Primera División                     | Magallanes | Chile | 1933 |
| Primera División                     | Magallanes | Chile | 1934 |
| Primera División                     | Magallanes | Chile | 1935 |
| Copa Campeones de Chile              | Colo-Colo  | Chile | 1937 |
| Primera División                     | Colo-Colo  | Chile | 1937 |

| Predecesor: Guillermo Saavedra | Capitán de Colo-Colo 1936-1938 | Sucesor: Enrique Sorrel |

### Como técnico

#### Campeonatos nacionales
| Título           | Club       | País  | Año  |
| ---------------- | ---------- | ----- | ---- |
| Primera División | Magallanes | Chile | 1933 |
| Primera División | Magallanes | Chile | 1934 |
| Primera División | Magallanes | Chile | 1935 |
| Primera División | Colo-Colo  | Chile | 1937 |
| Primera División | Colo-Colo  | Chile | 1944 |

| Predecesor: Pedro Mazullo | Director técnico de Colo-Colo 1936-1937 | Sucesor: Máximo Garay |

| Predecesor: Francisco Platko | Director técnico de Colo-Colo 1944 | Sucesor: Luis Tirado |